# Комп'ютерна група реагування на надзвичайні ситуації
«Комп'ютерна група реагування на надзвичайні ситуації» (англ. computer emergency response team CERT), інші назви: «команда комп'ютерної безпеки з реагування на інциденти» (англ. computer security incident response team, CSIRT), або «комп'ютерна команда екстреної готовності» (англ. computer emergency readiness team), «центр реагування на інциденти інформаційної безпеки», «центр реагування на комп'ютерні інциденти» — назви груп експертів з комп'ютерної безпеки, які займаються збиранням інформації про інциденти, їх класифікацією та нейтралізацією.

## Історія
Історія CERT тісно пов'язана з боротьбою проти мережевих хробаків.
Перший хробак потрапив у мережу інтернет 2 листопада 1988, коли так званий «хробак Морріса» паралізував роботу вузлів інтернету. Для боротьби з черв'яком на замовлення уряду США в університеті Карнегі — Меллон була сформована перша команда Computer emergency response team або CERT.
Надалі команди у всьому світі стали називати себе CERT. В англомовних країнах деякі групи називали себе абревіатурою «CSIRT».
Торгова марка «CERT» зареєстрована університетом Карнегі — Меллон, захищена міжнародним законодавством про авторські та патентні права, є найменуванням сервісу. Університет Карнегі має виняткове право на надання цього найменування різним сервісам інформаційної безпеки по всьому світу.

## Організації CERT

### США
Оригінальна команда CERT з університету Карнегі — Меллон виконує роль загальнонаціонального центру координації для інших команд CERT на території США.
| # | Назва                                                  | Сайт                     |
| - | ------------------------------------------------------ | ------------------------ |
| 1 | Комп'ютерна команда екстреної готовності США (US-CERT) | www.us-cert.gov          |
| 2 | Координаційний центр CERT (CERT/CC)                    | www.cert.org/certcc.html |

### Європейский союз
На відміну від США, на території Європейського союзу більшість груп CERT створювалися університетами та великими ІТ компаніями. Більшість країн Європейського Союзу не мають своїх координаційних центрів та співпрацюють через загальноєвропейську організацію TF-CSIRT (англ. task force - collaboration security incident response teams). У 2006 році організація TF-CSIRT акредитувала близько 100 команд CERT. TF-CSIRT запустила форум FIRST (англ. forum of incident response and security teams) для проведення нарад з питань взаємодії команд CERT. Управління центрами CERT ЄС поступово передається агентству ENISA.
| #  | Назва        | Країна (країни)         | Сайт                               |
| -- | ------------ | ----------------------- | ---------------------------------- |
| 1  | SWITCH CERT  | Швейцарія і Ліхтенштейн | www.switch.ch/cert                 |
| 2  | CERT.at      | Австрія                 | www.cert.at                        |
| 3  | ACOnet CERT  | Австрія                 | cert.aco.net                       |
| 4  | RUS CERT     | Німеччина               | cert.uni-stuttgart.de              |
| 5  | DFN CERT     | Німеччина               | www.cert.dfn.de                    |
| 6  | Mcert        | Німеччина               |                                    |
| 7  | CERT-Bund    | Німеччина               | www.bsi.de/certbund                |
| 8  | Bürger-CERT  | Німеччина               | www.buerger-cert.de                |
| 9  | CERT-Verbund | Німеччина               | www.cert-verbund.de                |
| 10 | Siemens-CERT | Німеччина               | www.siemens.com/cert               |
| 11 | S-CERT       | Німеччина               | www.s-cert.de                      |
| 12 | CERTA        | Франція                 | www.certa.ssi.gouv.fr              |
| 13 | DCSSI        | Франція                 |                                    |
| 14 | Cert-IST     | Франція                 | www.cert-ist.com                   |
| 15 | CERT-RENATER | Франція                 | www.renater.fr/spip.php?rubrique19 |
| 16 | CERT GARR    | Італія                  | www.cert.garr.it                   |
| 17 | CERT GOV     | Італія                  |                                    |
| 18 | CERT-FI      | Фінляндія               | www.cert.fi                        |
| 19 | CERT-EE      | Естонія                 | www.cert.ee                        |
| 20 | SITIC        | Швеція                  | www.sitic.se                       |
| 21 | INTECO-CERT  | Іспанія                 | cert.inteco.es                     |
| 22 | RoCSIRT      | Румунія                 | www.csirt.ro                       |
| 23 | CSIRT FEUP   | Португалія              | csirt.fe.up.pt                     |
| 24 | GOVCERT.NL   | Нідерланди              | www.govcert.nl                     |
| 25 | CERT.be      | Бельгія                 | www.cert.be                        |
| 26 | BELNET CERT  | Бельгія                 | cert.belnet.be                     |
| 27 | CERT-IPN     | Португалія              | www.cert.ipn.pt                    |
| 28 | CERT Polska  | Польща                  | www.cert.pl                        |
| 29 | esCERT-UPC   | Іспанія                 | escert.upc.edu                     |
| 30 | CERT-UA      | Україна                 | cert.gov.ua                        |
| 31 | CERT-LV      | Латвія                  | www.cert.lv                        |

### Інші країни
| #  | Назва                    | Країна (-и)                 | Сайт                                 |
| -- | ------------------------ | --------------------------- | ------------------------------------ |
| 1  | CERT-In                  | Індія                       | www.cert-in.org.in                   |
| 2  | Q-CERT                   | Катар                       | www.qcert.org                        |
| 3  | CERT.br                  | Бразилія                    | www.cert.br                          |
| 4  | CSIRT- ANTEL             | Уругвай                     | www.csirt-antel.com.uy               |
| 5  | Ar-CERT                  | Аргентина                   | www.arcert.gob.ar                    |
| 6  | CARNet CERT              | Хорватія                    | www.cert.hr                          |
| 7  | Saudi Arabian CERT       | Саудівська Аравія           | www.cert.gov.sa                      |
| 8  | PakCERT                  | Пакистан                    | www.pakcert.org                      |
| 9  | NR3C CERT                | Пакистан                    | www.nr3c.gov.pk                      |
| 10 | AE CERT                  | ОАЕ                         | www.aecert.ae                        |
| 11 | CSIRT CHILE              | Чилі                        | www.csirt.gov.cl                     |
| 12 | SingCERT                 | Сінгапур                    | www.singcert.org.sg                  |
| 13 | CERT-LEXSI               | Франція, Канада та Сінгапур | www.lexsi.com                        |
| 14 | AusCERT                  | Австралія                   | www.auscert.org.au                   |
| 15 | UZ-CERT                  | Узбекистан                  | www.uzcert.uz                        |
| 16 | KZ-CERT                  | Казахстан                   | www.cert.gov.kz                      |
| 17 | TSARKA                   | Казахстан                   | cert.kz                              |
| 18 | KG-GOV-CERT              | Киргизстан                  | www.cert.gov.kg                      |
| 19 | KG-CERT                  | Киргизстан                  | cert.kg                              |
| 20 | ThaiCERT                 | Таїланд                     | thaicert.or.th                       |
| 21 | CERT-GIB                 | Росія                       | www.cert-gib.ru                      |
| 22 | RU-CERT                  | Росія                       | www.cert.ru/ru/about.shtml           |
| 23 | BI.ZONE-CERT             | Росія                       | www.bi.zone                          |
| 24 | Infosecurity CERT        | Росія                       | in4security.com                      |
| 25 | НКЦКИ                    | Росія                       | cert.gov.ru                          |
| 26 | KASPERSKY ICS CERT       | Росія                       | ics-cert.kaspersky.ru                |
| 27 | Financial CERT (ФінЦЕРТ) | Росія                       | cbr.ru/information_security/fincert/ |